# Coenochilus appendiculatus
Coenochilus appendiculatus är en skalbaggsart som beskrevs av Gerstaecker 1867. Coenochilus appendiculatus ingår i släktet Coenochilus och familjen Cetoniidae. Inga underarter finns listade i Catalogue of Life.